# Бонитарная собственность
Бонитарная собственность — в римском праве обладание вещью не по квиритскому праву, а на основе права более позднего периода. 
На раннем этапе своего развития римское право страдало крайним формализмом. Потребности растущего торгового оборота требовали упрощения процедур, необходимых для совершения сделки. Например, некоторые вещи можно было приобрести только путём манципации (mancipatio), а это, как известно, было делом крайне хлопотным — требовалось присутствие 5 свидетелей и весовщика. Продавец и покупатель хотели совершить сделку как можно скорее и передавали такую вещь путём простой передачи (traditio). В таких случаях претор закреплял приобретенные вещи в составе имущества добросовестных приобретателей (in bonis) независимо от способа их приобретения и соблюдения формальных процедур.
Если вещь, находившаяся в квиритской собственности одного лица, переходила к другому по способу, который квиритскому праву был неизвестен, то квиритский собственник таким путём не мог лишиться своей собственности, но в то же время на вещь устанавливалось новое право бонитарного обладания и получалось, что квиритская собственность находилась в одних руках, а право на бонитарное обладание — в других. Но на практике квиритское право в таком случае превращалось в одно пустое слово (nudum jus Quiritium).
При этом бонитарное обладание в результате приобретательной давности могло превратиться в квиритскую собственность.